# Old American Company
Old American Company var ett amerikanskt teatersällskap, bildat 1752 och upplöst 1805.  Det var det första inhemska professionella teatersällskapet i USA, och hade i praktiken monopol på teaterverksamhet i USA fram till 1790.  Det kallades Hallam Company 1752-58, American Company 1758-90, och Old American Company 1790-1805. 

## Historia

### Hallam Company
American Company bildades av den brittiska skådespelaren William Hallam och leddes av hans bror och partner Lewis Hallam, och bröderna ägde båda sällskapet.  Det anlände först till Yorktown i Virginia, och uppträdde för första gången i Williamsburg i Virginia. Det turnerade sedan regelbundet genom alla de tretton kolonierna, där de i praktiken hade monopol på teater.   
Deras verksamhetsområde sträckte sig från Newport i Rhode Island till Williamsburg i Virginia, och mellan Annapolis, Philadelphia och New York. 
Sällskapet turnerade mellan städer och delstater, och grundade USA:s första teaterbyggnader i flera av de städer de besökte.  Det grundade USA:s första teatrar: en teater i New York 1754, 'New Theatre' i Charleston i South Carolina 1754, Southwark Theatre i Philadelphia 1766, och John Street Theatre i New York 1767, och 'New Theatre' i Annapolis 1770. 

### American Company
De besökte Jamaica 1755-58, och förenades där med David Douglass' teatersällskap. De kallades sedan 'American Company'. 
Det upphörde tillfälligt med sin verksamhet i de tretton kolonierna år 1774, när all teaterverksamhet förbjöds, ett förbud som fortsatte att vara i kraft under det amerikanska frihetskriget.  Under dessa år var det verksamt i Jamaica.  Under sin tid på Jamaica upplevde sällskapet stor framgång, uppförde teatrar i Spanish Town (1776) och Montego Bay (1783) och framför allt Kingston Theatre i Kingston (1775).  
Det återvände till USA i juli 1785. 

### Old American Company
Sällskapets dominans i amerikansk teater bröts när dess medlemmar Thomas Wade West och John Bignall bröt sig lös och formade Virginia Comedians (1790), som uppträdde i Sydstaterna, och Thomas Wignells och Owen Morris sällskap (1791), som uppträdde i Philadelphia.  Därefter kallades American Company för Old American Company. Det var sedan verksamt på John Street Theatre och Park Theatre i New York, fram till att det gick i konkurs år 1805. Park Theatre övertogs då av Johnson och Tyler och sällskapet betraktas som upplöst.  
Direktörer
- 1752-1756: Lewis Hallam
- 1756-1758: Sarah Hallam Douglass
- 1758-1779: David Douglass
- 1779-1796: Lewis Hallam Jr.
- 1780-1794:  John Henry
- 1794-1799: John Hodgkinson
- 1796-1805: William Dunlap